# Wolfgang Biesterfeld
Wolfgang Biesterfeld (* 13. März 1940 in Kleve; † 18. Januar 2025) war ein deutscher Literaturwissenschaftler und Hochschullehrer.

## Leben
Nach dem Abitur 1959 in Moers studierte Wolfgang Biesterfeld an den Universitäten Köln, Tübingen und Münster Philosophie, Germanistik und Geschichte im Hauptfach, Musikwissenschaft und Indologie im Nebenfach. In Münster wurde er 1969 in Philosophie promoviert. Er war wissenschaftlicher Assistent an der Universität Münster und an der Pädagogischen Hochschule Ruhr, Abteilung Dortmund, wo er sich 1976 habilitierte. Von 1978 bis 1994 lehrte er als Professor an der Pädagogischen Hochschule Kiel, von 1994 bis 2005 an der Universität Kiel, zuletzt am Institut für Neuere deutsche Literatur und Medien.
Biesterfeld war praktizierender Jazzmusiker auf den Instrumenten Alt- und Sopransaxophon, Klarinette und Bassklarinette, unter anderem im Duo mit Willem Strank (Klavier), und mit Auftritten beim New Jazz Festival Moers und der JazzBaltica. Er war Dozent für Improvisation, Jazz und Folklore in Seminaren der Friedrich-Ebert-Stiftung auf Schloss Rheinsberg.

## Schriften (Auswahl)
- Der platonische Mythos des Er (Politeia 614 b - 621 d). Versuch einer Interpretation und Studien zum Problem östlicher Parallelen, Diss. Münster 1969. Online
- Die literarische Utopie. Stuttgart 1982, ISBN 3-476-12127-5.
- Aufklärung und Utopie. Gesammelte Aufsätze und Vorträge zur Literaturgeschichte. Kovač, Hamburg 1993, ISBN 3-86064-143-3.
- Von Fabel bis Fantasy. Gesammelte Aufsätze und Vorträge zur Erzählforschung, Jugendliteratur und Literaturdidaktik. Kovač, Hamburg 1994, ISBN 3-86064-228-6.
- Spannungen. Zur Adaption überlieferter Stoffe in der Abenteuerliteratur für Jugendliche und Erwachsene. Studien zu Daniel Defoe, René Caillié, Richard Wagner und Karl May. Berlin 2009, ISBN 978-3-631-59508-4.
- Der Fürstenspiegel als Roman. Narrative Texte zur Ethik und Pragmatik von Herrschaft im 18. Jahrhundert. Baltmannsweiler 2014, ISBN 978-3-8340-1401-6.
- mit Gabriele Ziethen: Geographia Poetica. Reisen zwischen Imagination und Realität. Interdisziplinäre Studien. Berlin 2018, ISBN 978-3-7467-6019-3.
- Ein Foto das ich nicht mehr finde. Lyrik und kleine Prosa. Berlin 2021, ISBN 978-3-7531-6770-1.